# Crotalaria verrucosa
Crotalaria verrucosa är en ärtväxtart som beskrevs av Carl von Linné. Crotalaria verrucosa ingår i släktet sunnhampor, och familjen ärtväxter. Inga underarter finns listade i Catalogue of Life.

## Bildgalleri

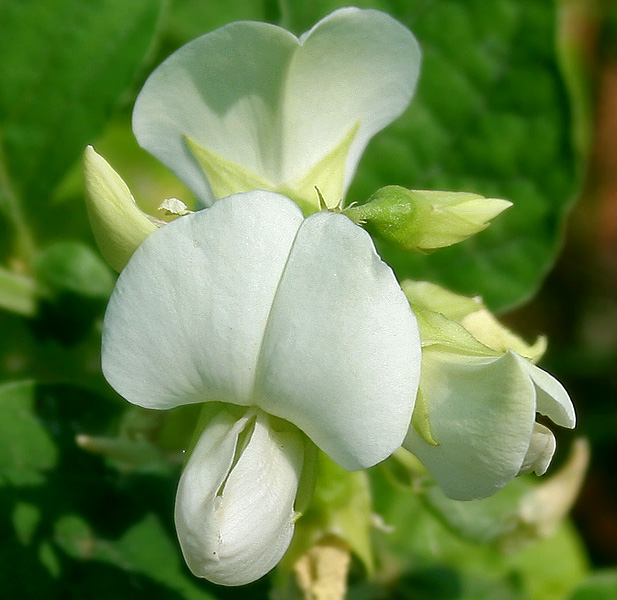
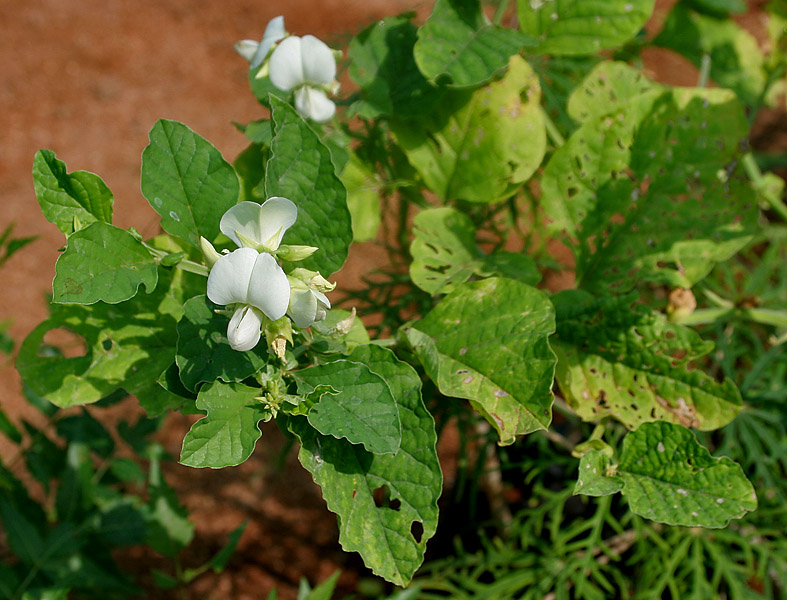
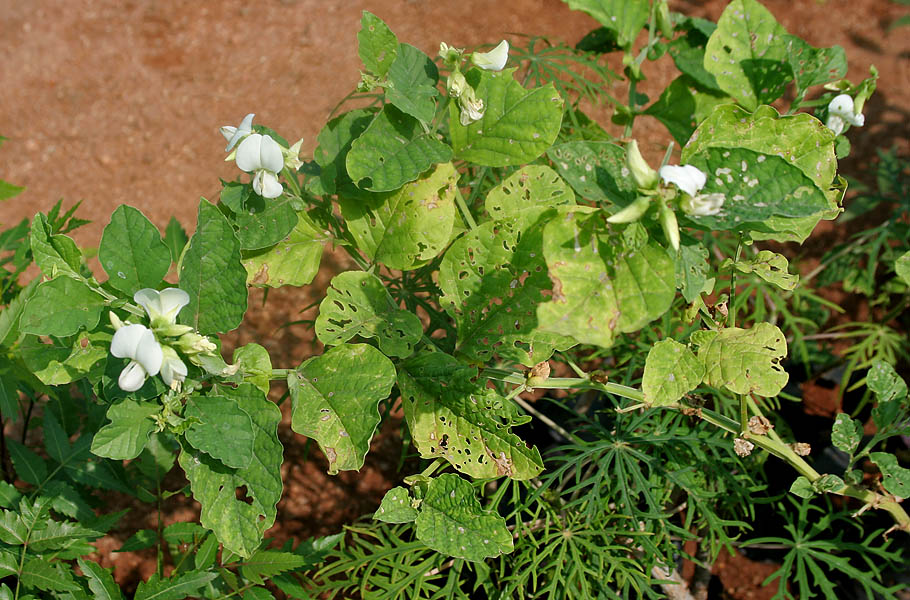
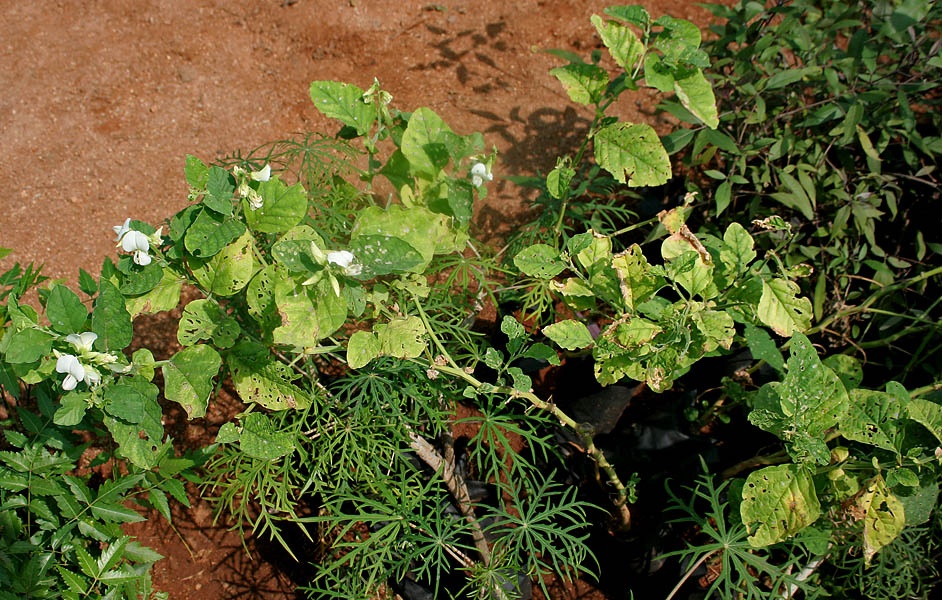